# 陈君乐
陈君乐（英語：Jr Chen，1981年6月15日—），生于上海市，上海电视台五星体育频道解说员，以网球项目著称，毕业于复旦大学旅游管理专业。

## 早年
陈君乐1981年生于中国上海市虹口区。自幼酷爱体育，且学业非常出类拔萃。1999年考入复旦大学，在校期间即开始玩网球。

## 网球解说
起初他是体育新闻之类的记者。后入职于上海广播电视台（SMG）五星体育频道，成为中国大陆首屈一指的网球解说员，也常常应网球四大满贯赛事主办方特邀莅临现场实况，采访费德勒等。陈君乐与另一位网球解说张奔斗的合作也非常优秀。
2014年5月主演中国第一部网球微电影《一网情深》。

## 外部連結
- 陈君乐的新浪微博
- 陈君乐博客 （页面存档备份，存于）